# Philip Glass
Philip Morris Glass (Baltimore, 31 de janeiro de 1937) é um compositor estadunidense e está entre os compositores mais influentes do final do século XX. A sua música é normalmente chamada de minimalista, embora ele não aprecie esta expressão.
É um compositor muito prolífico tendo produzido inúmeros trabalhos entre óperas, sinfonias, concertos, trilhas sonoras para filmes e outros trabalhos em colaboração com outros músicos. Tem dois filhos e atualmente reside no estado de Nova Iorque nos Estados Unidos, e na província da Nova Escócia no Canadá. 

## Obra
Entre as óperas produzidas por Glass encontram-se a muito famosa Akhenaton, onde expressa a vida e morte de um dos maiores faraós do antigo Egito, Einstein on the Beach, e Satyagraha (1980) esta última baseada na vida de Mahatma Gandhi    que inclui diversos mantras. Compôs também a cantata Itaipu (1989) referindo-se a usina de mesmo nome que possui texto em guarani. Também é dele Days and Nights in Rocinha (1997) que foi escrita após uma visita de Glass a favela da Rocinha antes do Carnaval.
Glass compôs trilhas sonoras para diversos filmes, começando por Koyaanisqatsi (1982), dirigido por Godfrey Reggio que está entre as trilhas sonoras mais influentes. Podemos citar também como trabalhos na área de trilha sonora para filmes Mishima (1985), Kundun (1997) sobre o Dalai Lama,  a trilha sonora dos demais documentários da trilogia Qatsi em Powaqqatsi (1988) e Naqoyqatsi (2002), além de O Show de Truman: O Show da Vida (1998) que usou partes das trilhas de Mishima e Powaqqatsi e As Horas (2002) o qual recebeu uma indicação para o Óscar. Produziu a trilha para os filmes O Ilusionista (2006) e Notas Sobre um Escândalo (2006), este último lhe rendendo uma indicação ao Óscar de melhor trilha sonora.
Além de trabalhos sinfônicos, Glass também possui fortes ligações com rock e música eletrônica, sendo que o artista de música eletrônica Aphex Twin já colaborou com Glass. Vários outros artistas foram influenciados por sua obra como Mike Oldfield, John Williams e bandas como a Tangerine Dream. Brian Eno inclusive confirma a influência que teve de Glass.
Possui um estúdio frequentado por artistas famosos como David Bowie, Lou Reed e Björk, chamado Looking Glass.
Entre as influências que recebeu de outros artistas, podemos citar Ravi Shankar que mudou sua percepção da música indiana. O encontro deles ocorreu durante as filmagens de Chappacqua (1966), onde Glass escreveu juntamente com Shankar a trilha sonora para este filme. Em 1990 voltariam a trabalhar juntos em Passages.

## Em Portugal
Compôs a ópera "Corvo Branco" encomendada pela Expo 98 e estreada em Lisboa no encerramento do evento, com libreto de Luísa Costa Gomes.
Philip Glass atuou no dia 23 de junho de 2007 no Centro Cultural de Belém, em Lisboa e no dia 24 no Theatro Circo em Braga. Quatro anos depois atuou também a solo na Casa da Música, no Porto, em 25 de Maio de 2011, com uma reação fortemente positiva do público.

## No Brasil
Junto ao grupo mineiro Uakti compôs toda as músicas do disco Águas da Amazônia e também compôs a trilha sonora do filme nosso lar. Em parceria com o diretor baiano, Lázaro Faria, 3 curtas metragens ainda inéditos, Satytananda, Amazônias e Yá Omi Karodo, filmados na Índia, Amazônia e Bahia.
- O seriado norte-americano Battlestar Galactica usa uma de suas músicas na trilha sonora. No segundo episódio da segunda temporada "Valley of Darkness", quando Starbuck em sua casa em Caprica liga um rádio, a música é "Metamorphose One".
- No anúncio da Nokia ao produto N81, a música apresentada é "Japura River".